# Juan Guaidó
Juan Gerardo Guaidó Márquez (født 28. juli 1983) er en venezuelansk ingeniør og politiker som har været formand for Venezuelas Nationalforsamling siden 5. januar 2019. Han er medlem af partiet Voluntad Popular, og har været medlem af Nationalforsamlingen repræsenterende delstaten Vargas siden 2016.

## Erklæret præsident
Den 23. januar 2019 udråbte Guaidó sig selv som landets midlertidige præsident i stedet for Venezuelas præsident Nicolás Maduro, hvis regering ifølge Guaidó har frataget Nationalforsamlingen magten og ført landet ud i en økonomisk og humanitær krise.
Juan Gerardo Guaidó Márquez erklærede sig 23. januar 2019 som præsident for Venezuela
Guaidó begrundede dette med den venezuelanske forfatnings artikel 233.
I februar 2019 anerkendte USA og ca. 50 allierede, bl.a. Danmark, Guaidó som midlertidig præsident for Venezuela. Det drejer sig hovedsageligt om de vestlige lande samt en lang række latinamerikanske lande. De vestlige lande der støtter op omkring Guaidó er USA og de fleste lande i Europa. Dette bestrides af en række lande anført af Rusland og Kina som anerkender den hidtidige præsident Nicolás Maduro.

### Anerkendelse
USA's præsident Donald Trump anerkendte ham hurtigt, hvilket en række latinamerikanske lande også gjorde. En række store EU-lande valgte 26. januar 2019 at give Maduro et ultimatum om at afholde et retfærdigt valg, hvis ikke de skulle støtte Guaidó. Italien nedlagde veto mod en EU-anerkendelse af Guaidó og har efterfølgende anerkendt Nationalforsamlingen men ikke hverken Guaidó eller Maduro.
Efter udløbet af EUs ultimatum til Maduro, anerkendte de fleste EU-lande 4. februar 2019 - med Italien som vigtigste undtagelse - Guaidó som midlertidig præsident for Venezuela indtil et fremtidigt frit valg afholdes. Danmarks anerkendelse fulgte samme dag.
Rusland og Kina - to af de fem permanente medlemmer af FN's Sikkerhedsråd - samt bl.a. Sydafrika, Tyrkiet, Iran, Bolivia, Cuba, Nicaragua og El Salvador anerkender Maduro som præsident.
Norge og Ukraine anerkender den venezuelanske nationalforsamling i stedet for de to præsidentkandidater. Andre lande ønsker ikke at tage stilling i konflikten, bl.a. Mexico, Schweiz og Vatikanet.

### Anerkender Guaidó som fungerende præsident

#### Stater
1. Albanien[19][20]
2. Andorra[21]
3. Argentina[22]
4. Australien[23]
5. Bahamas[22]
6. Belgien[24][25]
7. Brasilien[22]
8. Bulgarien[26][27][a]
9. Canada[22]
10. Chile[22]
11. Colombia[22]
12. Costa Rica[22]
13. Danmark[33][34][25]
14. Dominikanske Republik[22]
15. Ecuador[22]
16. Estland[35][25]
17. Finland[36][25]
18. Frankrig[33][37][25]
19. Georgien[38][39]
20. Guatemala[22]
21. Haiti[22]
22. Holland[40][25]
23. Honduras[22]
24. Irland[41]
25. Island[42]
26. Israel[43][44]
27. Jamaica[45]
28. Japan[46]
29. Kroatien[47][48][25]
30. Letland[49][25]
31. Litauen[50][25]
32. Luxembourg[51][25]
33. Malta[52]
34. Marshall-øerne[53]
35. Mikronesien[54]
36. Montenegro[55]
37. Nordmakedonien[56]
38. Panama[22]
39. Paraguay[22]
40. Peru[22]
41. Polen[57][25]
42. Portugal[58][25]
43. Rumænien[59][60]
44. Saint Lucia[45]
45. Slovenien[33][61]
46. Spanien[33][25][62]
47. Storbritannien[33][25][63]
48. Sverige[33][25][64]
49. Sydkorea[65]
50. Tjekkiet[66][25]
51. Tyskland[67][68][25]
52. Ungarn[25][69]
53. USA[22]
54. Østrig[70][71][25]

##### Lande, som ikke er medlem afFN
- Kosovo[72][20][73]

#### Mellemstatslige organisationer
- Europa-Parlamentet[74]
- Lima Group[75][b]

#### International organisationer
- Den Interamerikanske Udviklingsbank[76]
- Socialistisk Internationale[77]

#### Venezuelanske organisationer
- Conferencia Episcopal Venezolana[78]
- Fedecámaras[89]
- Frente Institucional de militares[90]
- Ejército de Liberación Nacional[81]
- Confederación de Trabajadores de Venezuela[82]

### Støtter Venezuelas nationalforsamling

#### Stater
1. Cypern[91]
2. Grækenland[91]
3. Guyana[92][93]
4. Italien[94][95][96][97][98]
5. Liechtenstein[99]
6. Moldova[99]
7. Norge[99][100]
8. Marokko[101]
9. Slovakiet[91]
10. Ukraine[102][103]

##### Lande, som ikke er medlem afFN
- Taiwan[104][105]

#### Mellemstatslige organisationer
- Europæiske Union[91][106][107]

### Anerkender Maduro som præsident

#### Stater
1. Bolivia[108]
2. Cambodia[109]
3. Cuba[110]
4. Dominica[111]
5. El Salvador[112][c]
6. Hviderusland[115][116]
7. Iran[110]
8. Kina[110]
9. Laos[117]
10. Nicaragua[92]
11. Nordkorea[118]
12. Palæstina[119]
13. Rusland[110]
14. Saint Kitts og Nevis[120]
15. Saint Vincent og Grenadinerne[92]
16. Serbien[121]
17. Surinam[111]
18. Sydafrika[122][123]
19. Syrien[110]
20. Tyrkiet[110]
21. Uruguay[124][d]
22. Ækvatorialguinea[128]

##### Lande, som ikke er medlem afFN
- Abkhasien[129]
- Sahrawiske Arabiske Demokratiske Republik[130]
- Sydossetien[131]

#### Mellemstatslige organisationer
- ALBA[132]
- SADC[133]

#### International organisationer
- Hamas[119]
- Skabelon:Lande data Hizbollah[134]

#### Venezuelanske organisationer
- PDVSA[135]

#### Væbnede grupper
- Colectivos[136]
  - La Piedrita
  - Tupamaro
- National Liberation Army[137]
- Wagner-gruppen (omstridt)[138]

### Offentlig tilkendegivet neutralitet

#### Stater
1. Antigua og Barbuda[139]
2. Angola[140]
3. Armenien[141]
4. Barbados[142]
5. Belize[143]
6. Grenada[144]
7. Indien[145][146]
8. Indonesien[147]
9. Elfenbenskysten[148]
10. Kuwait[149]
11. Mexico[150][151]
12. Nepal[152]
13. New Zealand[153]
14. Palau[154]
15. San Marino[155]
16. Schweiz[156]
17. Trinidad og Tobago[157]
18. Vatikanstaten[158]

#### Mellemstatslige organisationer
- CARICOM[159]
- Forenede Nationer[160]